# Девушки-каннибалы
«Девушки-каннибалы» (англ. Cannibal Girls) — канадский независимый комедийный фильм ужасов 1973 года, снятый в поджанре «грайндхаус». Режиссёр — Айван Райтман, также он выступил как соавтор сценария, исполнительный продюсер и актёр (эпизодическая роль без указания в титрах).

## Сюжет
Юноша и девушка отдыхают в домике в заснеженном лесу недалеко от городка Фарнхэмвилл в Онтарио. Внезапно на них нападает женщина с топором, она убивает мужчину, распахивает рубашку женщины и наносит каплю крови между её грудями.
Пара, Клиффорд Стёрджес и Глория Уэллаби, путешествуют на автомобиле, и вот он ломается. Им с трудом удаётся добраться до маленького уединённого городка под названием Фарнхэмвилл, где их машина окончательно ломается. Там они знакомятся с мужчиной, который ищет свою пропавшую сестру (жертву в начале фильма). Клиффорд и Глория останавливаются в небольшом мотеле, принадлежащем пожилой леди по имени миссис Уэйнрайт. Она рассказывает новоприбывшим местную городскую легенду о «девушках-каннибалах». Три красивые, но психопатичные женщины по имени Антея, Кларисса и Леона своим обаянием заманивают мужчин к себе домой, где съедают их заживо. Поедая своих жертв и выпивая их кровь, девушки сохраняют свою молодость и обретают бессмертие. У них есть маленький причудливый слуга по имени Бункер.
Кларисса убивает свою первую жертву в уединённой комнате, причем и она и он обнажены. Девушка наносит мужчине удар ножницами в живот. Что касается второй жертвы, Леона медленно преследует его с ножом, отвлекая от Антеи, чтобы она зарубила мужчину топором сзади. Третья жертва просыпается на следующий день, недоумевая, куда подевались два его друга. Позже он занимается любовью с Антеей. Когда он просыпается, то обнаруживает себя привязанным к кровати в окружении всех трёх девушек. Сначала они лижут ему живот, а затем съедают живьём прямо на месте. Тем временем путешественник, который искал свою сестру, убит местным шерифом по особой просьбе самого преподобного.
Миссис Уэйнрайт приводит Клиффорда и Глорию в крохотную гостиницу, где предположительно много лет назад жили девушки-каннибалки. Они знакомятся с хозяином, известным как преподобный Алекс Сент-Джон. Пара этого не понимает, но ужин им накрывают те самые три девушки-каннибалки. Преподобный является огромной харизматичной силой, держащей под контролем весь город. Антея, Кларисса и Леона полностью обнажены, стоят вокруг маленького столика, предлагая свою кровь в чаше преподобному, при этом повторяя: «Внутри меня и без меня я чту кровь, которая дает мне жизнь».
Клиффорд и Глория пытаются уехать из города, но гроза и предупреждение о сбежавшем сумасшедшем от преподобного побуждают пару остаться на ночь. Глории снится кошмар с привязанным к кровати её молодым человеком. Как будто преподобный и те три девушки заставляют её принести Клиффорда в жертву.
Клиффорд как-то отдаляется от Глории и начинает с ней говорить непонятно требовательно. Глория хочет позвонить родителям, но телефонная линия не работает, и девушка не может уехать из города, потому что автобусы не отправляются до следующего утра. У Клиффорда появляется странная тяга к еде, которую подают в маленьких закусочных города (на самом деле это человеческое мясо).
Пару забирает шериф и отвозит обратно в ту крохотную гостиницу, где живут девушки-каннибалы. Когда они заходят внутрь, выясняется, что Клиффорд принесёт Глорию в жертву преподобному в обмен на свою жизнь. Однако преподобный меняет своё решение, и предлагает Глории булаву. Разъярённая предательством своего мужчины, Глория без раздумий ударяет булавой Клиффорда в живот, мгновенно убивая его.
Во время финальной сцены преподобный, Антея, Кларисса, Леона, Бункер и Глория сидят за столом, а Клиффорд подан им в качестве горячего блюда. Сначала Глория не решается есть своего бывшего парня, но после ободряющего знака от преподобного с радостью принимается за еду.
В эпилоге выясняется, что всё это на самом деле рассказывает миссис Уэйнрайт, на этот раз о четырёх девушках-каннибалах другой паре, оказавшейся в их городе.

## В ролях
В порядке указания в титрах
- Юджин Леви — Клиффорд Стёрджес
- Андреа Мартин — Глория Уэллаби
- Рональд Ульрих — преподобный Алекс Сент-Джон
- Рэнделл Карпентер — Антея
- Бонни Нильсон — Кларисса
- Майра Полак — Леона
- Боб МакХэди — шериф
- Алан Гордон[англ.] — Рик, третья жертва
- Аллан Прайс — Феликс, вторая жертва
- Эрл Померанц[англ.] — Эрл, первая жертва
- Мэй Джарвис — миссис Уэйнрайт, хозяйка мотеля
- Джино Маррокко — Мышь
- Рик Магуайр — работник АЗС
- Бункер — в роли самого себя
- Фишка Райс — мясник[1]
- Мэрион Суодрон — миссис Уилсон
- Рэй Лолор — доктор
- Нил Ланди — брат
- Джоан Фокс — жена полицейского
- Дэвид Клемент — приспешник[англ.]
- Джули Тилпот — девушка на пляже
- Даг Гэнтон — юноша на пляже
- Лин Логан — девушка в автомобиле
- Айван Райтман — турист в офисе (в титрах не указан)[2]

## Производство и показ
Совпадение это или нет, но название места действия фильма Фарнхэмвилл напоминает название повести Роберта А. Хайнлайна «Свободное владение Фарнхэма» (1964), в которой каннибализм является центральной темой.
Большинство исполнителей ролей — малоизвестные актёры и актрисы, почти или совершенно незнакомые зрителю. Широко известны лишь два центральных персонажа в исполнении профессионалов Юджина Леви и Андреа Мартин.
Съёмки ленты прошли в 1971—1972 годах. Бо́льшая их часть состоялась в пригородах Торонто, также съёмочная группа работала в городке Бивертон, городе Орора, поселении Ок-Риджес.
Большинство диалогов — импровизация.
Трейлеры и постеры фильма предупреждали брезгливых зрителей закрывать глаза всякий раз, когда во время определённых сцен звонит звонок.
Премьера фильма состоялась на родине 8 июня 1973 года. В 1974 году он был показан в кинотеатрах ФРГ, в 1976 году — в кинотеатрах Великобритании.
Бюджет картины составил 15 000 канадских долларов.
«Девушки-каннибалы» показываются в кинотеатре в фильме «Охотники за привидениями 2» (1989, режиссёр также Айван Райтман) в сцене, где зрителей из зала выгоняет крылатый призрак. Также можно увидеть афишу, что «Девушки-каннибалы» идут в местном кинотеатре в ленте «Охотники за привидениями: Наследники» (2021).

## Награды и номинации
- 1973 — Кинофестиваль в Сиджесе, «Лучшая актриса» — Андреа Мартин — победа.
- 1973 — Кинофестиваль в Сиджесе, «Лучший актёр» — Юджин Леви — победа.
- 2010 — мероприятие «К югу через юго-запад», приз зрительских симпатий в категории «Полуночная аудитория» — Айван Райтман — номинация[5].